# Artemis Fowl : La bande dessinée
Artemis Fowl : La bande dessinée est une bande dessinée basée sur le premier livre de la série d'Artemis Fowl écrite par Eoin Colfer. L'album est paru en décembre 2008 en France, la version originale ayant été publiée le 2 octobre 2007.
L'adaptation est co-écrite par Eoin Colfer et Andrew Donkin, dessinée par Giovanni Rigano et colorisée par Paolo Lamanna.
Le texte ne s'éloigne que très peu de l'œuvre originale. On notera toutefois que la voûte de Haven-ville, la cité des fées, est faite de stalactites et de rochers, là où les livres décrivent un ciel généré par ordinateur.
Les volumes 2 à 4 ont été publiés en langue anglaise en 2009, 2013 et 2014.